# Johan Victor Åbom
Johan Victor Åbom, född 19 februari 1817 i Maria Magdalena församling, Stockholm, död 13 september 1892 i Jakob och Johannes församling, Stockholm, var en svensk grosshandlare och politiker.

## Biografi
Johan Victor Åbom föddes 1817 i Stockholm. Han arbetade som grosshandlare och var riksdagsledamot för borgarståndet i Stockholm vid riksdagen 1862–1863. Åbom var suppleant i riksbankens styrelse 1863–1867. Han avled 1892 i Stockholm.

### Familj
Åbom gifte sig 1846 med Sofia Johanna Stenberg.